# Village ibérique fortifié de Tos Pelat
Le village ibérique fortifié de Tos Pelat  est un site préhistorique situé dans la commune de Bétera (comarque de Camp de Túria) et Moncada (comarque de Horta Nord) dans la province de Valence,.
Le site archéologique correspond à un établissement humain de la période ibérique des Edetans, occupé avant la romanisation, entre les VIe et IVe siècles av. J.-C.. Il a été déclaré Bien d'intérêt culturel en 1998.

## Historique
C'est un oppidum environ 2 hectares, découvert en 1920 par l'archéologue valencien Joan Josep Senent Ibáñez et l'historien Nicolau Primitiu. Le site de Tos Pelat se distingue avant tout par son système défensif complexe, avec une puissante muraille dont deux phases de construction se chevauchent et au moins deux tours qui renforcent l'enceinte. Il a apparemment été abandonné de manière pacifique car aucun vestige d'affrontements ou de catastrophes n'a été retrouvé.

## Description

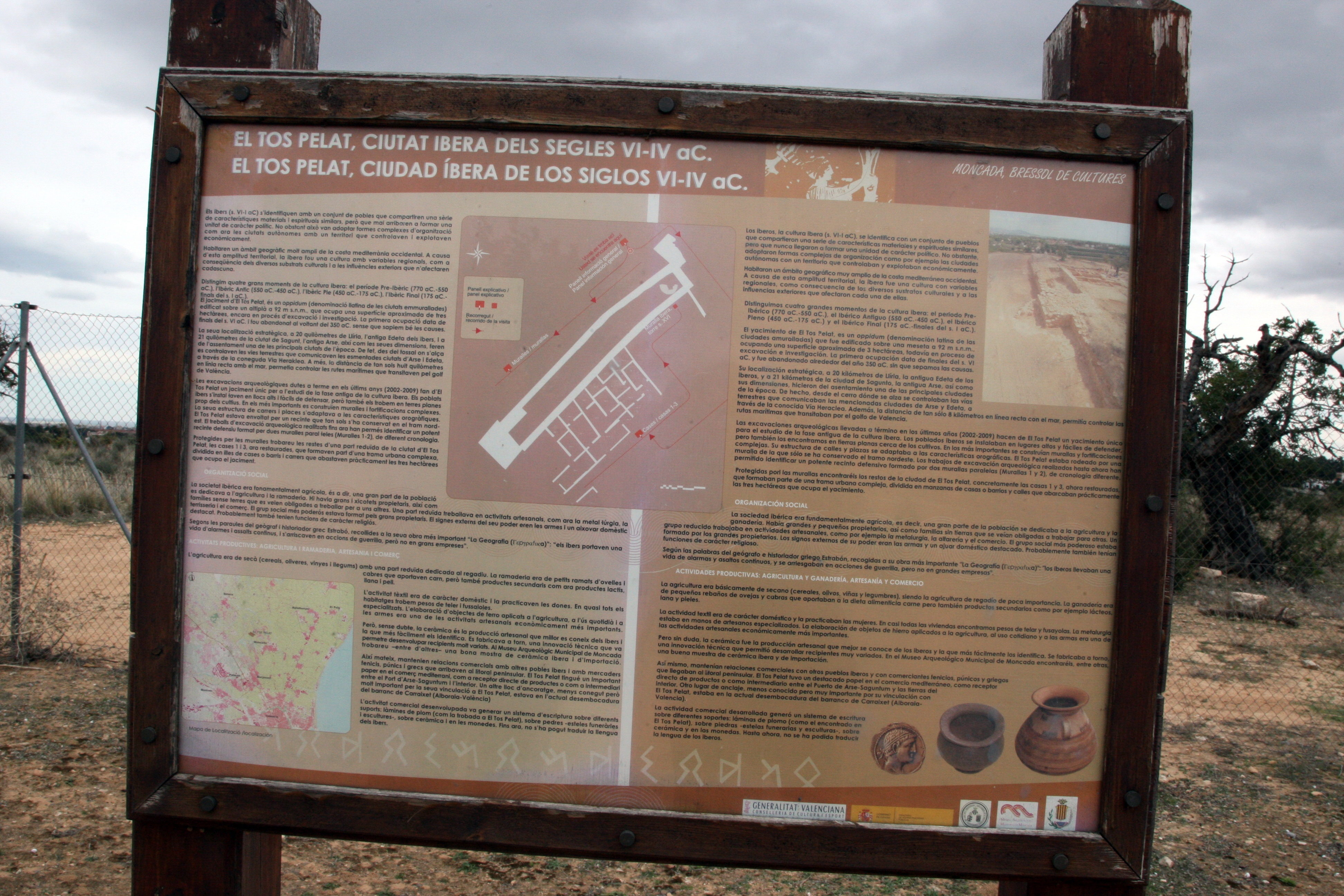
Panneau d'information.

Cet oppidum, qui, en raison de ses caractéristiques de fortification, de sa chronologie, de son environnement et de ses dimensions, pourrait être considéré comme une ville, est unique dans la province de Valence. Il est délimité par un système défensif constitué d'une muraille avec des tours attachées en des points précis, dont seule la partie nord-ouest est conservée, une enceinte de plus de 120 m de long, pratiquement rectiligne. L'élévation conservée a une hauteur moyenne de 2,5 m. Quant à la largeur, elle est variable (de 4 à 6 m). La technique de construction est un socle en maçonnerie, et les repousses en pisé. Au sommet de ce premier corps, qui atteindrait probablement 3 m de hauteur, un deuxième corps en pisé fut érigé. La hauteur totale dépasserait 6 m. Aucun élément ornemental n'est conservé sur les murs, contrairement à ce qui se passe dans les vestiges des constructions, où ont été retrouvés des restes de peinture murale.

## Découvertes archéologiques
Parmi les découvertes sur cet établissement humain se trouve l'un des rares signataires connus : le Signario del Tos Pelat (es), qui est en fait un ensemble de fragments d'écriture ibérique nord-orientale répartis dans deux feuilles de plomb de forme caractéristique qui sont apparues enroulées l'une dans l'autre découverts en 2003.

## Galerie

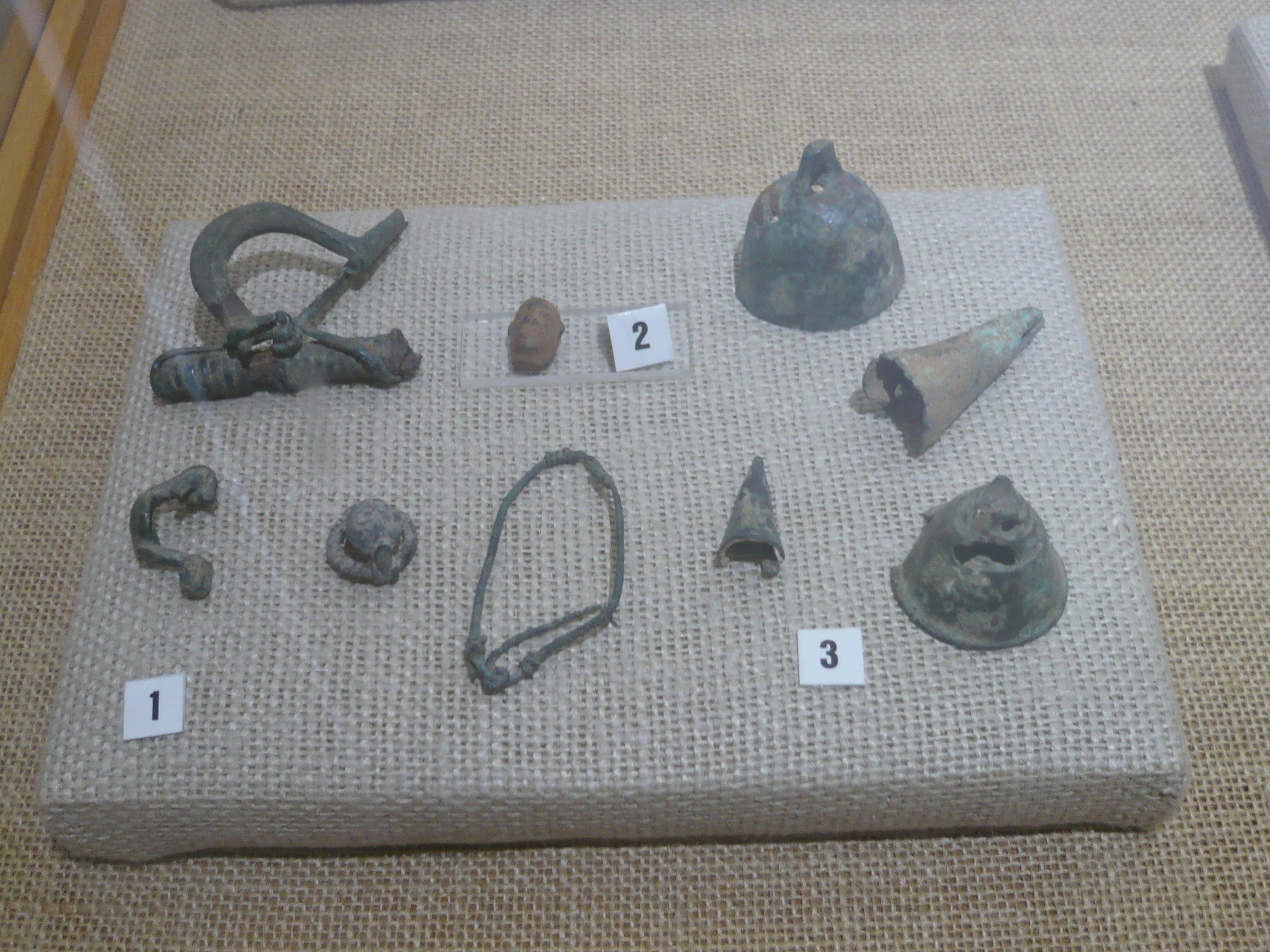
Pièces métalliques exposées au Musée Archéologique de Moncada trouvées dans le site ibérique de Tos Pelat